# Patrice Anato
 (juillet 2023).
Si vous disposez d'ouvrages ou d'articles de référence ou si vous connaissez des sites web de qualité traitant du thème abordé ici, merci de compléter l'article en donnant les références utiles à sa vérifiabilité et en les liant à la section « Notes et références ».
Patrice Anato, né le 14 mars 1976 à Lomé au Togo, diplômé en droit des affaires de l'Université Paris 1 Panthéon-Sorbonne et diplômé de Sciences Po Paris, est un homme politique français, membre de La République en marche LREM). il est élu député de la troisième circonscription de Seine-Saint-Denis de 2017 à 2022 (XVe législature).

## Biographie
Patrice Anato rejoint le mouvement En marche en 2016. Il est investi par le parti, devenu La République en Marche, aux élections législatives de 2017, pour la troisième circonscription de la Seine-Saint-Denis. Cette circonscription comprend les villes de Noisy-le-Grand, Gournay-sur-Marne, Neuilly-sur-Marne et Neuilly-Plaisance. Il obtient près de 40 % des voix au premier tour, ce qui le place en première position, devant sa principale rivale Dominique Delaunay de La France insoumise (15 %). Il est élu député au second tour, le 18 juin 2017, avec 57 % des voix. En juin 2022, candidat pour un second mandat, il est battu par le candidat de La France Insoumise, Thomas Portes. 
La Commission nationale des comptes de campagne et des financements politiques (CNCCFP) a rejeté son compte de campagne en février 2018 pour irrégularités formelles, entraînant la saisine du Conseil constitutionnel. Par décision du 4 mai 2018, il est jugé qu'il a fourni à la Commission l'ensemble des pièces justificatives permettant à celle-ci de contrôler la nature des dépenses exposées et l'origine des recettes perçues. Le compte qu'il a déposé le 22 mars 2018 devant le Conseil constitutionnel est présenté en équilibre par un membre de l'ordre des experts-comptables et des comptables agréés. Du fait des circonstances particulières et en l'absence de fraude avérée ou de tentative de dissimulation, il n'est pas prononcé d'inéligibilité.
Durant son mandat au sein de la majorité présidentielle, il a membre de la Commission des affaires économiques (2017-2020), membre de la Commission des Finances (2021-2022) et membre de la Commission des affaires européennes (2017-2022). Il a ainsi développé son expertise en finances publiques et économie, droit européen de la concurrence, politique commerciale et industrielle de l’Union européenne, et enfin en diplomatie économique avec l’Afrique, en l’occurrence l’Afrique de l’Ouest. 
À cet effet, il a effectué des missions dans certains pays de l’Union européenne et également conduit des délégations de parlementaires, d’entrepreneurs et d’investisseurs dans plusieurs pays d’Afrique de l’Ouest. 
Son travail parlementaire dans les commissions s'est traduit par la rédaction de 8 rapports notamment pour la Commission des affaires économiques, la Commission des finances et la Commission des affaires européennes.
LREM autorisant dans ses statuts la double-appartenance, Il adhère en 2018 à l'Alliance centriste, un parti qui a rejoint Emmanuel Macron dès le début de son projet présidentiel.
En juillet 2020, à la suite de la démission de Gilles Le Gendre, il se porte candidat à la présidence du groupe La République en marche, face aux anciens ministres François de Rugy et Christophe Castaner, et aux députées Aurore Bergé et Coralie Dubost. Il arrive en dernière position, obtenant 6 voix, soit 2,23% des 269 suffrages exprimés.
Il devient en septembre 2020 «Conseiller auprès du Président chargé de l'innovation territoriale et des bonnes pratiques» au sein du groupe LREM à l'Assemblée nationale.
Après son mandat de député, il lance son entreprise d'affaires publiques, mettant en avant être toujours « en lien étroit avec le Parlement français et y [avoir] un accès permanent », comme tous les anciens députés.

## Prises de position
Après la publication en mai 2018 d'un rapport parlementaire sur l'action régalienne de l'État en Seine-Saint-Denis, il affirme : « Je ne crois pas qu'il faille un plan spécifique pour la Seine-Saint-Denis ». Un an plus tard, le Premier ministre Édouard Philippe annonce un plan de renforcement de l'action de l'État en Seine-Saint-Denis. Il déclare alors : « Personne ne dit que les problèmes sont définitivement réglés. Ce ne sont pour autant pas des mesurettes, le gouvernement affiche une ambition inédite pour ce territoire, il faut maintenant attendre les évaluations pour savoir si ces mesures sont suffisantes ou non. Mais il ne faut pas les considérer comme un one-shot, car elles ont évidemment vocation à être durables ».
Dans une tribune publiée dans Le Journal du dimanche en juin 2021, avec 63 autres parlementaires, il demande au gouvernement plus de moyens humains et financiers pour lutter contre les violences faites aux femmes.